# Cyberjaya

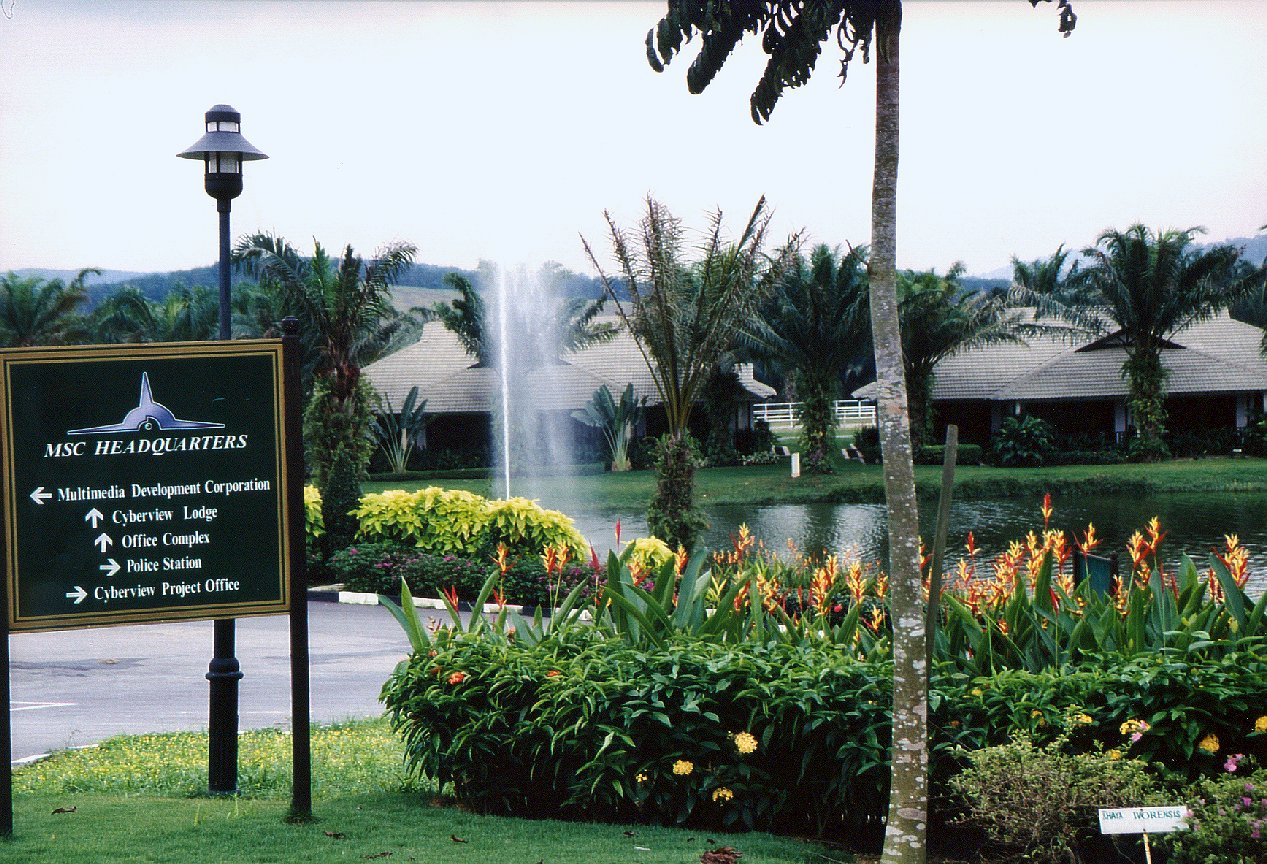
Cyberjaya.

Cyberjaya är ett område i västra Malaysia, beläget cirka 50 kilometer söder om Kuala Lumpur i distriktet Sepang, i delstaten Selangor. Det ligger strax väster om Putrajaya, och ingår i den större stadsbildningen Subang Jaya. För närvarande[när?] bor cirka 10 000 invånare i området, som täcker 29 kvadratkilometer. Cyberjaya är väldigt ungt, och är en del av planeringsregionen MSC Malaysia, som numera omfattar hela Klangdalen. Cyberjayas öppningsceremoni hölls i maj 1997 av den dåvarande premiärministern Mahathir bin Mohamad. 